# 509 a.C.
Il 509 a.C. (DIX a.C. in numeri romani) è un anno  del VI secolo a.C.

## Eventi
- Collatia - Suicidio di Lucrezia, moglie di Collatino, perché costretta a cedere con le minacce alle richieste amorose di Sesto Tarquinio
- Roma - Bruto caccia Tarquinio il Superbo. Viene instaurata la Repubblica romana.
  - Consoli romani: Lucio Giunio Bruto, Lucio Tarquinio Collatino, poi Publio Valerio Publicola I (CS), Spurio Lucrezio Tricipitino (CS), Marco Orazio Pulvillo (CS)
  - Congiura per il ritorno di Lucio Tarquinio. Esecuzione dei figli del console Bruto (Tito e Tiberio Giunio) e dei nipoti del console Lucio Tarquinio Collatino (Lucio e Marco Aquilio).
  - Dimissioni del console Lucio Tarquinio Collatino
  - Primo trattato Roma-Cartagine
  - Battaglia della Selva Arsia tra Romani ed Etruschi
  - A questo anno viene fatto risalire l'inaugurazione (o forse la nuova inaugurazione) del tempio di Giove Ottimo Massimo, presso il Campidoglio. Il tempio era dedicato alla triade capitolina, Giove, Giunone e Minerva.

## Morti
- Lucio Giunio Bruto, politico e militare romano
- Lucrezia, romana
- Spurio Lucrezio Tricipitino, politico romano
- Arrunte Tarquinio, militare e nobile romano